# Norwood (Colorado)
Norwood é uma cidade  localizada no estado americano de Colorado, no Condado de San Miguel.

## Demografia
Segundo o censo americano de 2000, a sua população era de 438 habitantes.
Em 2006, foi estimada uma população de 445, um aumento de 7 (1.6%).

## Geografia
De acordo com o United States Census Bureau tem uma área de
0,7 km², dos quais 0,7 km² cobertos por terra e 0,0 km² cobertos por água. Norwood localiza-se a aproximadamente 2137 m acima do nível do mar.

## Localidades na vizinhança
O diagrama seguinte representa as localidades num raio de 48 km ao redor de Norwood.